# Giuseppe Gennaioli
Don Giuseppe Gennaioli (Pieve Santo Stefano, 17 luglio 1873 – Siena, 12 dicembre 1946) è stato un presbitero e poeta italiano.
È considerato il maggior poeta nel dialetto di Sansepolcro.

## Biografia
(Enzo Mattesini, La Divina Commedia, in La Divina Commedia di don Giuseppe Gennaioli e altri testi in vernacolo borghese, Petruzzi Editore, Città di Castello, 1991, pag.79)
Figlio di Luigi e Filomena Rossi, nasce a Pieve Santo Stefano il 17 luglio 1873. Terminati gli studi elementari, prosegue la formazione scolastica nel Seminario Vescovile di Sansepolcro, dove compie gli studi ginnasiali e liceali. Si trasferisce poi a Roma, presso l’Almo Collegio Capranica per studiare presso la Pontificia Università Gregoriana, dove consegue il baccellierato in teologia e la licenza in diritto canonico. Il 13 dicembre 1896 è ordinato prete nella Cattedrale di Sansepolcro dal vescovo mons. Raffaello Sandrelli.
Dopo l’ordinazione sacerdotale assume gli incarichi di professore nel Seminario Vescovile e di cancelliere nella Curia Vescovile. Il 13 luglio 1901 inizia il ministero di parroco nella parrocchia di San Lorenzo in Baldignano, dove rimarrà per il resto della sua vita. A seguito dei terremoti degli anni 1917/1918 si vede costretto alla ristrutturazione di chieda e canonica, spendendo 10.063 lire di tasca propria. Negli stessi anni cominciano a manifestarsi segni di una sofferenza fisica e psichica, probabilmente dovuti anche allo stress del periodo del terremoto e della ricostruzione, che vanno progressivamente peggiorando fino al primo ricovero nell’ospedale psichiatrico di Siena nell’ottobre del 1930. Dopo il 1936 alterna periodi tra la clinica e la parrocchia, ma la malattia non gli impedisce l’esercizio del ministero, né lenisce la vena poetica.
Nel 1944 la zona di Baldignano, presso la Linea Gotica, è interessata dal passaggio del fronte, con tutti i pericoli e le distruzioni che ciò significa. Alla fine del conflitto il Gennaioli deve riparare i danni alla chiesa e alla casa, trascurando la propria salute. Ricoverato ancora a Siena nel 1946, vi muore il 12 dicembre.

## L’opera poetica
La produzione poetica del Gennaioli è da collocarsi prevalentemente tra il 1926 e il 1943.
Nel 1926 esce l’opuscolo Mussolini e Napoleone I, pubblicato a Sansepolcro senza l'imprimatur del vescovo Pompeo Ghezzi. La lunga ode, dedicata a Benito Mussolini, esalta l'opera di promozione dell'ordine sociale del regime fascista, che avrebbe così risposto al disordine verificatosi dopo la fine della Grande Guerra. Il testo si compone di quartine di endecasillabi e risente di un influsso tardoromantico di matrice risorgimentale.
Al 1927 risale Il fatto, lirica in dialetto dedicata alla reazione della città di Sansepolcro al provvedimento declassamento con la perdita dello status di capoluogo di mandamento e passaggio dalla provincia di Arezzo a quella di Perugia; il decreto, approvato il 2 gennaio 1927, venne revocato il 12 gennaio, suscitando l’entusiasmo popolare.
Nel 1934 inizia la trasposizione di alcuni canti della Divina Commedia nel dialetto di Sansepolcro, che dimostra di conoscere a fondo e di possedere in maniera versatile. Non si tratta, però, di una trasposizione pura e semplice, bensì di una sorta di ricollocazione del testo dantesco nella società rurale nella quale il Gennaioli vive.
Attorno al 1934 si collocano anche le Sequenze di fra Melitone per ricondurre gli stolti alla ragione, in lingua italiana. Una produzione, questa, destinata a rimanere inedita, salvo una rara edizione ciclostilata nel 1954 a cura del Seminario Vescovile di Sansepolcro, su iniziativa del canonico Fabio Bartolomei. Nelle Sequenze l’autore finge il dies irae, il giorno del giudizio inappellabile, e immagina quale sarà il futuro di quattro categorie: preti, frati, rurali (contadini e proprietari), avvocati.
Nel 1943 pubblica I restauri del Duomo. 12 sonetti nel dialetto del Borgo, in occasione della conclusione degli impegnativi lavori di restauro della Cattedrale di Sansepolcro, promosso dal vescovo Pompeo Ghezzi. Protagonisti sono le travi e le colonne della cantoria sopra l’ingresso principale, tutti destinati alla sostituzione o alla eliminazione. Travi e colonne presentano i caratteri della gente: c’è chi si lamenta e chi invece spera in un futuro migliore. Dai dialoghi esce fuori una sana saggezza popolare, intrisa di un poco di conoscenza di testi sacri. L’autore alla fine non si lascia sfuggire l’occasione di condannare la guerra, manifestando così l'allontanamento dal regime fascista, che in un primo tempo aveva sostenuto vedendo nell'opera di Mussolini la restaurazione di un ordine sociale.
Poesie inedite si conservano nell'Archivio Storico Diocesano di Sansepolcro.

## Altre opere
Accanto all’opera poetica si colloca quella saggistica. Nel 1927 pubblica il saggio La serva di Dio M. Chiara Serafina di Gesù, fondatrice delle Clarisse Francescane missionarie del SS. Sacramento: cenni biografici.